# Национално знаме на Тонга
Националното знаме на Тонга е прието на 4 ноември 1875 година. Знамето е съставено от червен фон с бял квадрат в горния ляв ъгъл и изобразен в него червен кръст. Първоначално това знаме е било също като знамето на Червеният кръст, т.е. бяло с червен кръст в средата. За да не се бъркат знамената, Тонга променя дизайна на сегашния. Това знаме бива в употеба още от 1864 г., но официално е прието през 1875 година.